# キトサップ郡 (ワシントン州)
キトサップ郡（英: Kitsap County）は、アメリカ合衆国ワシントン州のピュージェット湾西岸に位置する郡である。人口は27万5611人（2020年）。郡庁所在地はポートオーチャード（人口1万1144人）であり、郡内で人口最大の都市はブレマートン（人口3万7729人）である。郡名はスクァミッシュ族インディアンのキトサップ酋長にちなんで名付けられた。
キトサップ郡は1857年1月16日にキング郡とジェファーソン郡から分離設立され、当初はスローター郡と名付けられていたが、直ぐに改名された。
アメリカ海軍が郡内最大の雇用主である。ピュージェット・サウンド海軍造船所、キーポートの海軍海中戦闘センター、および海軍キトサップ基地（元のバンゴー基地とブレマートン基地）の施設がある。
キトサップ郡はピュージェット湾の東岸とはワシントン州フェリーで連絡されている。1つはシアトル・ブレマートン・フェリーであり、サウスワースからバション島を経てウェストシアトルに、1つはベインブリッジ島からシアトル中心街に、さらにもう1つはキトサップ半島のキングストンからスノホミッシュ郡エドモンズに渡るものである。

## 地理
キトサップ郡はキトサップ半島の大半に加えてベインブリッジ島とブレイク島を含んでいる。
アメリカ合衆国国勢調査局に拠れば、郡域全面積は2,196平方マイル (1,465.9 km2)であり、このうち陸地は396平方マイル (1,025.6 km2)、水域は170平方マイル (440.3 km2)で水域率は30.04%である。ピュージェット湾共同体に拠れば、塩水の海岸線は250マイル (400 km) 以上に及んでいるとのことである。
シルバーデールより北側を北キトサップ、ブレマートンの南を南キトサップと呼ぶことが多い。

### 特徴的な地形

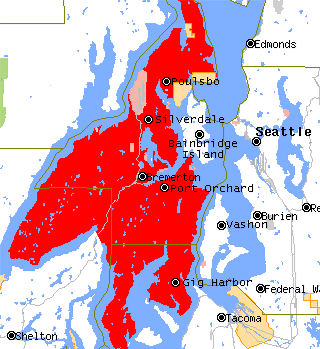
キトサップ半島

- ベインブリッジ島
- ブレイク島
- コルボス海峡
- ダイズ入江
- フッド運河
- キトサップ半島
- リバティ湾
- ギャンブル港
- マディソン港
- オーチャート港
- ピュージェット湾
- シンクレア入江

### 隣接する郡
- アイランド郡 - 北東
- スノホミッシュ郡 - 東
- キング郡 - 東、南東
- ピアース郡 - 南、南東
- メイソン郡 - 南西
- ジェファーソン郡 - 北西

## 人口動態

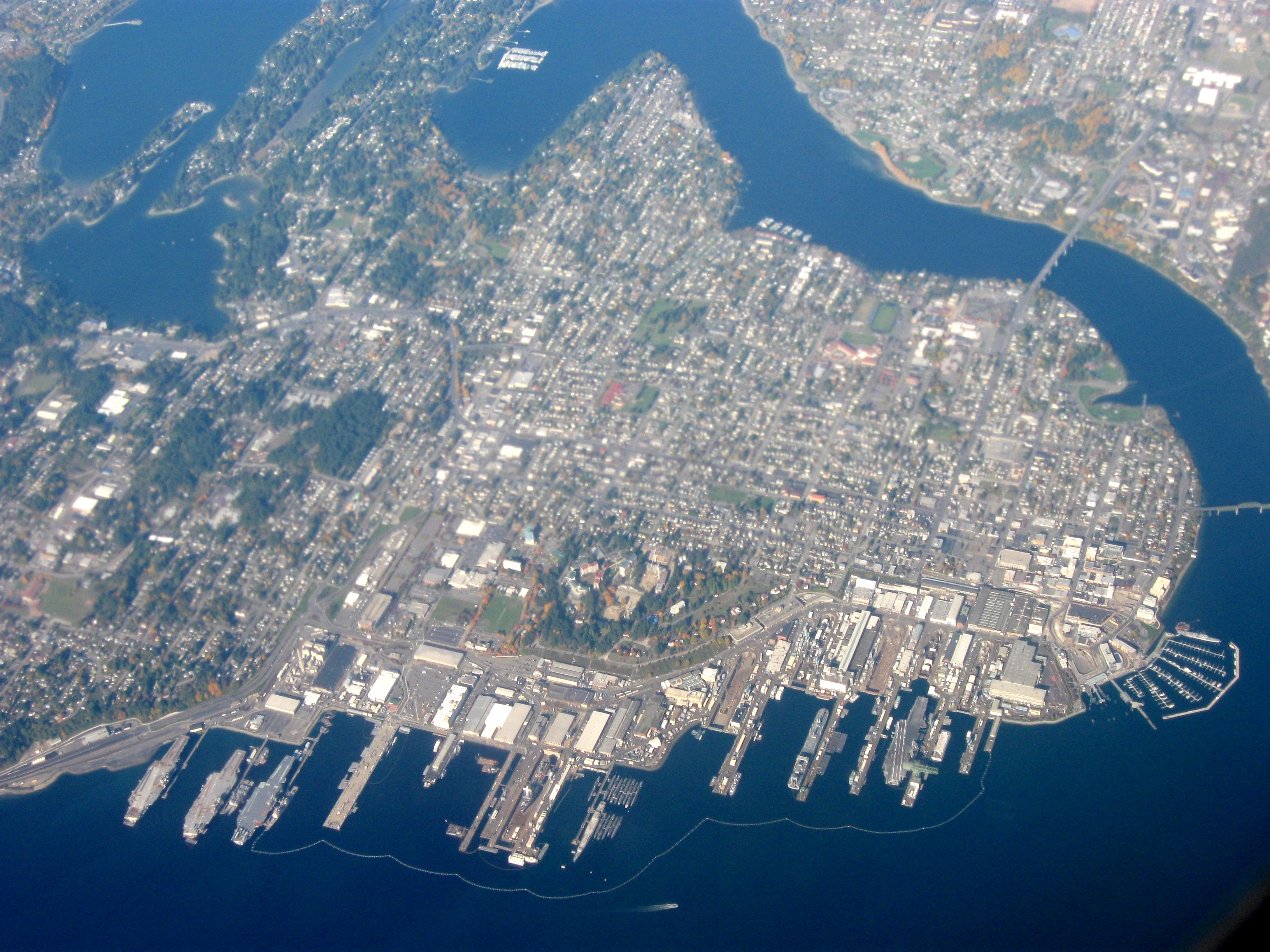
ブレマートンの空中写真

以下は2000年の国勢調査による人口統計データである。
| 基礎データ - 人口: 251,133人 - 世帯数: 86,416 世帯 - 家族数: 61,355 家族 - 人口密度: 226人/km2（586人/mi2） - 住居数: 92,644軒 - 住居密度: 90軒/km2（234/mi2） 人種別人口構成 - 白人: 84.27% - アフリカン・アメリカン: 2.87% - ネイティブ・アメリカン: 1.62% - アジア人: 4.39% - 太平洋諸島系: 0.78% - その他の人種: 1.43% - 混血: 4.64% - ヒスパニック・ラテン系: 4.14% 先祖による構成 - ドイツ系：15.6% - イギリス系：10.4% - アイルランド系：9.8% - アメリカ人：7.2% - ノルウェー人：7.0% 第一言語による構成 - 英語：92.2 - スペイン語：2.5% - タガログ語: 2.2% 年齢別人口構成 - 18歳未満: 26.8% - 18-24歳: 9.2% - 25-44歳: 29.6% - 45-64歳: 23.8% - 65歳以上: 10.6% - 年齢の中央値: 36歳 - 性比（女性100人あたり男性の人口） - 総人口: 102.7 - 18歳以上: 101.2 | 世帯と家族（対世帯数） - 18歳未満の子供がいる: 36.0% - 結婚・同居している夫婦: 57.7% - 未婚・離婚・死別女性が世帯主: 9.5% - 非家族世帯: 29.0% - 単身世帯: 22.6% - 65歳以上の老人1人暮らし: 7.6% - 平均構成人数 - 世帯: 2.60人 - 家族: 3.05人 収入と家計 - 収入の中央値 - 世帯: 46,840米ドル - 家族: 53,878米ドル - 性別 - 男性: 39,889米ドル - 女性: 28,586米ドル - 人口1人あたり収入: 22,317米ドル - 貧困線以下 - 対人口: 8.8% - 対家族数: 6.3% - 18歳未満: 10.9% - 65歳以上: 6.0% |

## 政治
キトサップ郡は一般的に民主党がやや強い地域と考えられている。2004年アメリカ合衆国大統領選挙では、民主党のジョン・ケリーが投票総数の51.3%を獲得し、対する共和党のジョージ・W・ブッシュは46.9%だった。近年の選挙は接戦なので、ワシントン州の政治でも決戦場と考えられている。
キトサップ郡本土では民主党候補に投票することが幾らか多い労働者階級のブレマートン市が政治を支配している。しかし、人口の移動によってブレマートン市の位置づけが弱くなり、郡内の未編入領域が戦場となり、共和党に忠実な地域になっている。ブレマートン以外の法人化自治体は様々であり、シルバーデールはやや共和党寄り、ポールズボーは幾らか民主党寄りで、ポートオーチャードの場合、2004年ではほぼ互角だった。
郡内のインディアン居留地では民主党が大差で制している。リトルボストン（スクララム・インディアン居留地の一部）では常に10対1で民主党候補が勝利する。白人の多いポートマディソン・インディアン居留地（ベインブリッジ島の対岸）では民主党が勝っても2対1程度である。
キトサップ郡の選挙で民主党が強いのは、民主党にかなりの票を投じ、通常3対1となるベインブリッジ島が一部寄与している。ベインブリッジ島の成長とブレマートンの減少が相殺されて概して民主党にとって安泰だが接戦という結果になっている。
キトサップ郡監査官ウェブサイトに1998年から現在までの選挙結果が載せられている。郡の政治的傾向を選挙の地区データを分析することで引き出すことができる。

### 郡政委員会
郡政委員会は3つの選挙区から選ばれた3人の委員で構成されている。2011年時点で全て民主党員で占められている。

## 著名な住人
- ジェイムズ・ケルシー、彫刻家、タコマ警察署に展示されている2つを含めステンレス鋼を使った彫刻で知られる。

## 主な自治体

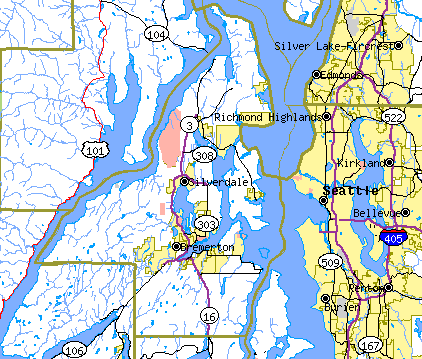
キトサップ郡と周辺地域

| - ベインブリッジアイランド - バンゴー - ベセル - ブレマートン - バーレー - チコ - イーストポートオーチャード - アーランズポインチ・キトサップレイク - ゴースト - インディアノラ - キーポート - キングストン | - マンチェスター - ネイビーヤードシティ - パークウッド - ポートギャンブル - ポートオーチャード - 郡庁所在地 - ポールズボー - シーベック - シルバーデール - サウスワース - スクァミッシュ - トレイシートン |

## その他の町

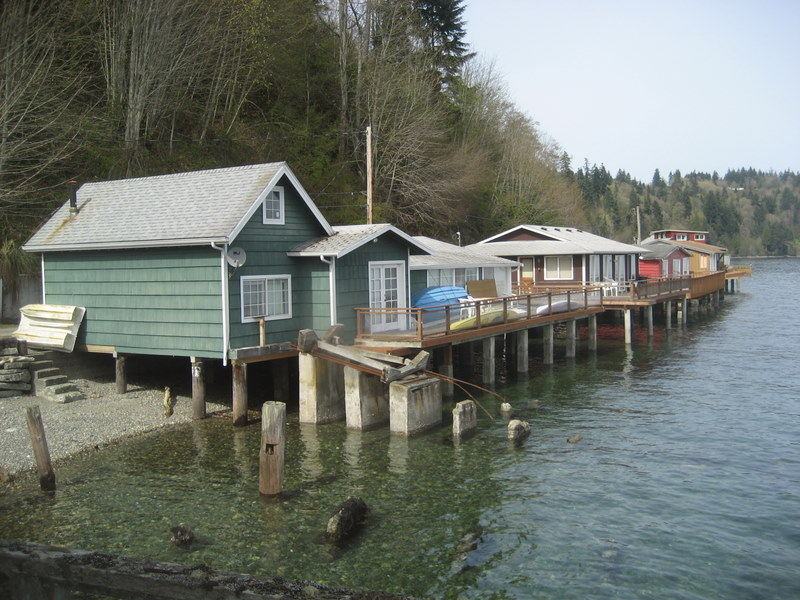
コルボス海峡に沿ったフラガリアの海浜コテージ

| - アナポリス - ブレイダブリック - ブラウンズビル - キャンプユニオン - セントラルバレー - コルビー - コルチェスター - クロスビー - エグロン - エネテイ - ファーンウッド - フォレストシティ - フラガリア - ギルバートン - ハンスビル - ハーパー - ホリー - ホースシューレイク - イラヒー - アイランドレイク | - カリオティス - レイクホリデイ - レモロ - リトルボストン - ローファル - ロングレイク - マリーンドライブ - メドウデール - マイアミビーチ - オララ - オララバレー - オリンピックバレー - オーチャードハイツ - オーバールック - ピアソン - レッツィル - ロッキーポイント - サンディフックパーク - スカンディア - シェリダンパーク | - サウスコルビー - サウスパークビレッジ - ビューパーク - バージニア - ウォーターマン - ワトウガビーチ - ウェストヒルズ - ウェストパーク - ワイルドキャットレイク - ワイレイク |  |

## 教育学区
- ブレマートン教育学区
- キトサップ中央教育学区
- 北キトサップ教育学区
- 南キトサップ教育学区
- ベインブリッジ島教育学区

## 大衆文化の中で
2004年の映画『ワイルド・タウン/英雄伝説』でザ・ロックとジョニー・ノックスビルがキトサップ郡を本拠にしている。作家デビー・マコーマーの著作では架空のシーダーコーブの町がキトサップ郡に置かれた。